# 한국지능형교통체계협회
한국지능형교통체계협회(韓國知能形交通體系協會, Intelligent Transport Society of Korea)는 육상·해상·항공 교통 분야 지능형교통체계를 효율적으로 구축·운영하고 지능형교통체계의 발전기반을 조성하기 위하여 설립된 법정법인이다. 경기도 안양시 동안구 시민대로 401 대륭테크노타운 15차 604호에 위치하고 있다.

## 설립 근거
- 국가통합교통체계효율화법[3]

## 연혁
- 1999년 4월 7일 ITS Korea 창립총회
- 1999년 4월 17일 법인설립허가 및 등기. 초대 정승렬 회장 및 양긍환 부회장 취임
- 2002년 8월 1일 제2대 강재홍 부회장 취임
- 2003년 6월 15일 국가ITS데이터등록소 구축
- 2004년 6월 21일 제3대 손학래 회장 취임
- 2004년 9월 30일 제3대 윤서현 부회장 취임
- 2007년 8월 20일 제4대 권도엽 회장 취임
- 2008년 10월 22일 제4대 박원철 부회장 취임
- 2009년 7월 2일 제5대 류철호 회장 취임
- 2009년 12월 1일 국가통합교통체계효율화법 시행
- 2010년 5월 31일 ITS표준화 전담기관 지정
- 2010년 6월 23일 ITS성능평가 전담기관 지정
- 2010년 10월 25일 제17회 부산 ITS 세계대회 개최
- 2011년 5월 31일 법정단체(한국지능형교통체계협회) 인가
- 2011년 7월 26일 제6대 장석효 회장 취임
- 2012년 2월 17일 제5대 심두보 부회장 취임
- 2013년 6월 18일 표준개발협력기관 지정
- 2013년 12월 23일 ITS 표준화전담기관 단일지정
- 2013년 12월 30일 제7대 김학송 회장 취임
- 2014년 2월 20일 제6대 권기칠 부회장 취임
- 2014년 6월 2일 ITS 수출지원 전담기관 지정
- 2014년 6월 11일 차세대 ITS 시범사업 사업관리 전담기관 지정
- 2015년 3월 9일 국가인적자원개발 컨소시엄 사업 선정
- 2015년 4월 13일 KOLAS 국가공인 검사기관 인정
- 2015년 7월 23일 도로교통분야 ITS 국제협력전담기관 지정(변경)

## 주요 업무
- 지능형교통체계의 개발․보급을 촉진하기 위한 조사․연구
- 지능형교통체계에 관한 인식 및 전문성 향상을 위한 홍보․교육
- 지능형교통체계에 관한 기술동향 조사 및 국제협력
- 지능형교통체계에 관한 연구개발 및 사업관리
- 지능형교통체계를 효율적으로 추진하기 위하여 국가 또는 지방자치단체가 위탁하는 사업
- 지능형교통체계 관련 표준화 기획, 표준의 제정, 보급, 적용확인․검증 및 지원
- ITS 표준품셈의 제·개정 및 관리
- 지능형교통체계 관련 표준인증 및 품질인증, 성능평가 및 준공검사
- 지능형교통체계 해외수출 지원 및 컨설팅
- 지능형교통체계 관련 국제대회 등 전시회 유치 및 개최
- 지능형교통체계 활성화를 위한 교통정보 수집, 검증, 배포
- 기타 협회의 목적달성을 위하여 필요한 사업 및 위 각호의 부대사업

## 조직

### 부회장

#### 기획조정국
- 기획부
- 지식서비스부
- 운영지원부

## 소속기관
- 기술표준센터[4]
- 수출지원센터

## 회원사

### 회장사
- 한국도로공사

### 부회장사
- KR산업
- 포스코ICT
- 현대모비스
- 현대자동차

### 감사사
- 대보정보통신
- 지슨

### 이사사
- LG전자
- SK
- 경봉
- 네이버시스템
- 대로
- 도로교통공단
- 비츠로시스
- 소스텔
- 스마트비전
- 아이콘트롤스
- 에릭슨엘지
- 에스디시스템
- 에스에이티
- 유티정보
- 진우산전
- 팅크웨어
- 한국전자통신연구원
- 한일에스티엠
- 한화에스앤씨
- 현대오토에버

## 같이 보기
- 교통투자평가협회
- 대한교통학회
- 대한국토도시계획학회
- 국토교통과학기술진흥원
- 한국도로교통협회